# Идельберг (Рейнланд-Пфальц)
Идельберг (нем. Idelberg) — община в Германии, в земле Рейнланд-Пфальц.
Входит в состав района Альтенкирхен-Вестервальд. Подчиняется управлению Альтенкирхен. Население составляет 53 человека (на 31 декабря 2010 года). Занимает площадь 1,13 км².